# Horváth Ferenc (színművész, 1939)
Horváth Ferenc (Budapest, 1939. április 1. –) magyar színész.

## Életpályája
Hegedűs Tibor Színművészképző Magántanodájában 1959-ben kapott színészi oklevelet. 1958-tól szerepelt a szakszervezeti Bonbonier együttesben. 1961-től az Állami Déryné Színházhoz szerződött. 1978-tól nyugdíjba vonulásáig a jogutód Népszínház illetve a Budapesti Kamaraszínház tagja volt.

## Fontosabb színházi szerepei
- Shakespeare: Rómeó és Júlia... Montague
- Shakespeare: A velencei kalmár... Öreg Gobbó
- Csehov: Sirály (Madárkák)... Pjotr Nyikolaljevics
- Csehov: Három nővér... Ferapont, altiszt az elöljáróságon
- Beaumarchais: Figaró házassága... Du Marek
- Friedrich Dürrenmatt: Az öreg hölgy látogatása... Orvos
- Dario Niccodemi: Hajnalban, délben este... Mario
- Jules Verne: Sándor Mátyás... Sándor Mátyás
- Peter Ensikat: A brémai muzsikusok... Szamár
- Robert Bolt: Morus... Cranmer, canterburyi érsek
- Molnár Ferenc: Pál utcai fiúk... Boka
- Molnár Ferenc: Liliom... Dr. Reich
- Bródy Sándor: A tanítónő... Szolgabíró
- Szinetár György: A császár álarcban... Napóleon
- Illyés Gyula: Tűvé tevők... Örömapa
- Tamási Áron: Csalóka szivárvány... Tibád, úr, kereskedő a faluban
- Fejes Endre: Mocorgó... Klein
- Romhányi József: Csipkerózsika... Mackó
- Grimm fivérek – Pozsgai Zsolt: Holle anyó... Hollókirály
- Spiró György: Szappanopera... Szomszéd
- Görgey Gábor: Tükörjáték... Lakáj
- Kálmán Imre: Marica grófnő... Lajcsi
- Trevor Griffiths: Komédiások... Műsorvezető

## Filmes és televíziós szerepei
- Szomszédok (1988, tévésorozat) – Utas, a repülőgépen (24. részben)
- Jézus Krisztus horoszkópja (1989)
- Família Kft. IV. (1993-1994, tévésorozat) Szép és a szörny című rész – Vevő
- Kisváros (1997, tévésorozat)
- Az öt zsaru 1-6. (1999)
- Valaki kopog 1-8. (2000)
- A temetetlen halott (2004)
- Ritter napja (2005)

## Szinkronszerepei
| Év   | Cím                                     | Szereplő | Színész | Szinkron év |
| ---- | --------------------------------------- | -------- | ------- | ----------- |
| 1990 | Bivaly nagy John (2. magyar szinkron)   | N/A      | N/A     | 1993        |
| 1991 | Félelem a sötéttől (1. magyar szinkron) | N/A      | N/A     | 1994        |
| 2001 | Gyilkos összeesküvés                    | N/A      | N/A     | 2003        |